# Gmina Siemkowice
Gmina Siemkowice je polská vesnická gmina v okrese Pajęczno v Lodžském vojvodství. Sídlem gminy je ves Siemkowice. V roce 2016 zde žilo 4 849 obyvatel.
Gmina má rozlohu 98,40 km² a zabírá 12,24 % rozlohy okresu Pajęczno. Skládá se z 15 starostenství.

## Starostenství
- Borki
- Delfina
- Ignaców
- Katarzynopole
- Kije
- Kolonia Lipnik
- Laski
- Lipnik
- Łukomierz
- Mokre
- Ożegów
- Pieńki
- Radoszewice
- Siemkowice
- Zmyślona

## Sousední gminy
Działoszyn, Kiełczygłów, Osjaków, Pajęczno a Wierzchlas.